# 스테판 바호켄
스테판 세드리크 바호켄(프랑스어: Stéphane Cédric Bahoken, 1992년 5월 28일 ~ )은 현재 쉬페르리그 클럽 카이세리스포르에서 공격수로 활약하고 있는 카메룬의 프로 축구 선수이다. 프랑스에서 태어난 그는 카메룬을 대표하여 국제적인 수준에서 활약하고 있다.

## 구단 경력

### 니스
그라스에서 태어난 바호켄은 OGC 니스에서 프로 선수 생활을 시작하였고, 12살 때부터 클럽의 아카데미에서 7년을 보냈다. 시즌 마지막 경기에서, 그는 발랑시엔과의 경기에서 79분에 줄리앙 사블레와 교체되어 데뷔 전을 치렀고, 2-1로 패했다. 공교롭게도, 그의 데뷔 전은 그의 생일 전이었다. 2011-12년 시즌에 5경기에 출전한 그는 3년 계약으로 첫 프로 계약을 맺었다.
2012-13년 시즌, 바호켄은 1군 경기에 출전하기 시작하였고, 주로 교체로 출전하였다. 그러나, 그의 시즌은 섬유골 골절로 인해 대부분 그늘에 가려졌는데, 이는 훈련 기간 동안 지속되었고, 몇 달 동안 결장하였다. 2군 선수로 뛰는 동안, 그는 경기장 밖에서 발생한 사고로 인해 3경기 출장 정지 징계를 받았다.
이적 시장 마지막 날, 바호켄은 르아브르로 임대되었지만, 그 이적은 얼마 지나지 않아 결렬되었다. 실패한 이적 후, 그는 2013년 3월 10일, 몽펠리에와의 경기에서 첫 두 골을 넣었다.

### 스트라스부르
2014년 7월 29일, 바호켄은 챔피언스나트 내셔널 클럽 RC 스트라스부르와 2년 계약을 맺었다. 그는 2014년 8월 8일, US 콜로미에와의 경기에서 리그 데뷔 전을 치뤘다. 바호켄은 2017년 12월 2일, 파리 생제르맹과의 리그 1 경기에서 결승골을 넣었다.

### 앙제
2018년 6월 8일, 바호켄은 앙제 SCO에 합류했다. 그는 2022년까지 지속되는 구단과 계약을 맺었다.

### 카슴파샤
2022년 7월 15일, 바호켄은 튀르키예의 카슴파샤와 계약하였다.

## 국가대표팀 경력
비록 프랑스에서 태어났지만, 바호켄은 그의 아버지를 통해 카메룬 국가대표팀에서 뛸 수 있는 자격이 있다. 그는 카메룬으로 충성을 바꾸기 전까지 프랑스 U-20 축구 국가대표팀의 유소년 국가대표 축구선수였다.
바호켄은 2018년 3월 25일, 쿠웨이트와의 친선 경기에서 카메룬 국가대표팀 데뷔 전을 치뤘다.

## 사생활
바호켄의 아버지 폴은 1982년 FIFA 월드컵에서 카메룬 국가대표팀에서 공격수로 활약했다. 그의 어머니 폴린 메지나는 사망한 여배우 세란지 메비나의 여동생이다.
2020년 10월 20일, 바호켄은 파트너에게 가정 폭력을 가하여 징역 4개월에 집행유예 2,000유로를 선고받았고, 교통 위반으로 징역 3개월에 집행유예 6,875유로를 선고받았다.

## 수상
카메룬
- 아프리카 네이션스컵 3위: 2021[20]